# Província de Midelt
La província de Midelt (àrab: إقليم ميدلت, iqlīm Mīdalt; amazic estàndard marroquí: ⵜⴰⵙⴳⴰ ⵏ ⴰⵡⵟⴰⵟ, tasga n Awṭaṭ) és una de les províncies del Marroc, fins 2015 part de la regió de Meknès-Tafilalet i actualment de la de Drâa-Tafilalet. Té una superfície de 13.121 km² i 289.337 habitants censats en 2014. La capital és Midelt. Limita al nord amb les províncies d'Ifrane i de Boulemane (regió de Fes-Meknès), a l'est per la província de Figuig (regió de l'Oriental), al sud per les províncies d'Errachidia i de Tinghir, a l'oest per les províncies d'Azilal, de Béni Mellal i de Khénifra (regió de Béni Mellal-Khénifra).

## Història
La província de Midelt fou creada en 2009 – decret .2-09-319 d'11 de juin – per desmembrament de les províncies de Khénifra i d'Errachidia. El municipi de Midelt i les comunes rurals del cercle de Midelt formaven part de la província de Khénifra, mentre que el municipi d'Er-Rich i les comunes rurals del cercle d'Er-Rich, així com les comunes rurals del cercle d'Imilchil, formaven part de la província d'Errachidia.

## Divisió administrativa
La província de Midelt consta de 2 municipis i 27 comunes:
| Municipis i comunes   | Població | Població | Població |
| Municipis i comunes   | 1994     | 2004     | 2014     |
| --------------------- | -------- | -------- | -------- |
| Midelt (M)            | 38.986   | 44.781   | 55.304   |
| Er-Rich (M)           | 13.952   | 20.155   | 25.992   |
| Gourrama              | 11.216   | 13.426   | 14.927   |
| Boumia                | 11.493   | 15.204   | 18.212   |
| Tounfit               | 10.677   | 12.306   | 13.297   |
| Itzer                 | 10.213   | 10.719   | 10.613   |
| Ait Ayach             | 8.871    | 11.260   | 11.946   |
| Imilchil              | 7.253    | 8.222    | 8.870    |
| Outerbat              | 5.898    | 6.137    | 6.819    |
| Bou Azmou             | 7.838    | 8.903    | 9.583    |
| Amouguer              | 4.787    | 5.119    | 4.840    |
| Ait Yahya             | 4.219    | 4.455    | 4.560    |
| Zaouiat Sidi Hamza    | 6.624    | 4.595    | 5.454    |
| Zaida                 | 7.507    | 9.920    | 13.181   |
| Sidi Aayad            | 6.372    | 7.424    | 8.629    |
| M'Zizel               | 6.309    | 6.443    | 7.388    |
| Guir                  | 4.716    | 3.499    | 4.022    |
| Guers Tiaallaline     | 9.718    | 11.931   | 12.927   |
| En-Nzala              | 3.675    | 5.186    | 4.390    |
| Mibladen              | 3.438    | 3.087    | 3.084    |
| Amersid               | 5.713    | 6.183    | 5.857    |
| Ait Izdeg             | 7.233    | 8.431    | 6.819    |
| Ait Ben Yacoub        | 4.590    | 4.310    | 4.012    |
| Tizi N'Ghachou        | 2.997    | 3.053    | 2.557    |
| Tanourdi              | 2.940    | 2.777    | 2.872    |
| Sidi Yahya Ou Youssef | 2.462    | 2.538    | 4.637    |
| Anemzi                | 3.918    | 4.313    | 4.885    |
| Agoudim               | 4.591    | 4.431    | 4.113    |
| Aghbalou              | 7.258    | 8.292    | 9.547    |
| Total                 | 225.464  | 257.100  | 289.337  |